# Booz Allen Hamilton
Booz Allen Hamilton Inc., conhecida  informalmente como Booz Allen, é uma empresa de consultoria e gestão estadounidense com sede em Tysons Corner, no condado de Fairfax, Virginia. Conta com outros 80 escritórios nos Estados Unidos.
Seu negócio principal é a prestação de serviços de consultoria, gestão, tecnologia e segurança. Presta serviços principalmente a agências governamentais civis  e a órgãos  de defesa e inteligência. Seus serviços incluem planejamento estratégico, treinamento, comunicações,  gestão de capital humano, engenharia de sistemas, gestão de programas, segurança e capacidade de recuperação e análise econômica.
No ano de 2007, recebeu da IDG’s Computerworld Magazine, um reconhecimento formal por ocupar a 28ª posição entre as 100 melhores empresas para profissionais de tecnologia da informação (TI).
Em 2013, a empresa adquiriu notoriedade quando um de seus empregados, Edward Snowden, foi responsável pelo maior vazamento de documentos secretos da história dos Estados Unidos, que revelou a rede de vigilância mundial constituída pelas agências de inteligência de vários países e com a colaboração da própria empresa. Em 2012, 99% das receitas da Booz Allen provinham de contratos com o governo federal dos EUA.